# Parque Natural do Tejo Internacional
Parque Natural do Tejo Internacional é o nome usado para designar dois espaços naturais protegidos de idênticas características mas com gestão diferenciada, um na província de Cáceres, Comunidade Autónoma da Extremadura, Espanha e outro no distrito de Castelo Branco, Região Centro, Portugal.
O sítio foi declarado reserva da biosfera transfronteiriça pela UNESCO em 2016.
Abrange uma área em que o rio Tejo constitui a fronteira entre Portugal e Espanha. O parque sob administração portuguesa ocupa uma área de 26 484 Hectares e engloba partes dos concelhos de Castelo Branco, Idanha-a-Nova, Vila Velha de Ródão e Nisa.
A vegetação do parque inclui bosques de sobreiros e azinheiras e galerias de salgueiros (Salix sp.) ao longo dos rios.
É uma importante área de nidificação de aves, podendo-se observar a águia-de-bonelli, águia-real, grifo e abutre-do-egito. Também abriga populações de cegonhas-pretas, uma espécie rara em Portugal.
Os mamíferos do parque incluem a lontra-europeia, o gato-bravo, o veado-vermelho e a gineta. Também se destacam os salgueirais de Salix spp.
Do lado espanhol situa-se o designado Parque Natural del Tajo Internacional, que compreende (total ou parcialmente) 11 municípios: Alcántara, Brozas, Carbajo, Cedillo, Herrera de Alcántara, Membrío, Salorino, Herreruela, Santiago de Alcántara, Valencia de Alcántara e Zarza la Mayor.

## Fauna
|  |  |
|  |  |